# یواخیم اسپرمبرگ
یواخیم اسپرمبرگ (آلمانی: Joachim Spremberg; ۳ نوامبر ۱۹۰۸ – ۱ ژانویهٔ ۱۹۷۵) قایقران روئینگ اهل آلمان بود.